# Verband Hannoverscher Schützenvereine
Der Verband Hannoverscher Schützenvereine (VHS) ist ein Zusammenschluss von derzeit 60 Schützenvereinen der Region Hannover mit Sitz im Schützenhaus in der Wilkenburger Straße 30 in Hannover-Wülfel.

## Beschreibung
Der Verband vertritt über 5000 Schützen, darunter etwa 800 Jungschützen. Bei den Olympischen Spielen in Atlanta errang 1996 der Sportschütze Christian Klees aus dem hannoverschen Schützenverein „Linden 04“ im Kleinkaliber-Liegendschießen die erste Goldmedaille für Deutschland.
Der VHS ist gemeinsam mit der Stadt Hannover Träger des hannoverschen Schützenwesens. Maßgebendes Organ ist die im Jahre 1964 gegründete und von der Stadt verwaltete Schützenstiftung, in der die Repräsentanten des VHS und der Stadt paritär vertreten sind.

## Hannoversche Schützengeschichte
Erstmals Erwähnung fand das hannoversche Schützenwesen im Jahre 1468 in einem Beschwerdeschreiben von Herzog Wilhelm dem Älteren. Darin monierte dieser, dass die Hannoveraner, wenn sie mit ihrem Landesherren in Fehde lagen, mit Armbrüsten auf einen an einer Stange befestigten Holzpapageien schossen. Das Privileg eines jährlichen Festes verlieh Herzog Erich I. von Calenberg-Göttingen den hannoverschen Schützen im Jahr 1529, eine Festordnung wurde 1575 erlassen. Heute bezeichnet sich das Schützenfest Hannover als das größte Fest dieser Art weltweit.